# ケプラー44
ケプラー44 (英: Kepler-44) とは、はくちょう座の方向に約4000光年離れた場所に位置する恒星である。見かけの等級は15であり、肉眼で見ることは出来ない。

## 惑星系
ケプラーによる観測で、この星の周りを公転する惑星候補が検出された。これは、オート＝プロヴァンス天文台の 1.93 m 望遠鏡に取り付けられた分光器 SOPHIE による視線速度の測定によって惑星であることが確認された。
| 名称 （恒星に近い順） | 質量    | 軌道長半径 （天文単位） | 公転周期 (日) | 軌道離心率 | 軌道傾斜角 | 半径  |
| --------------------- | ------- | ----------------------- | ------------- | ---------- | ---------- | ----- |
| b                     | 1.02 MJ | 0.0455                  | 3.246774      | —          | —          | 13 R⊕ |